# 张振发
张振发（？—？），沈阳市农业劳模。沈阳东郊高坎村高坎农业生产合作社主任。中国共产党党员。

## 生平
1950年4月，高坎、旧站划为两个行政村之际，张振发被选为农会主任，不久后张振发加入中国共产党。
1951年（1950年春耕前），村长（村主席）、农会委员张振发组织本村6户农民成立高坎镇及全市首家“互助组”，开展农业合作化，秋收时苞米产量翻番，这使互助组在高坎镇遍地开花。次年1月联合55户农民组建沈阳市首家农业生产合作社（另一说1952年2月、联合75家农户）——“高坎初级农业生产合作社”，张振发任社主任。同年9月，国家副主席朱德到高坎视察，彭真等十余名中央领导随后到镇视察，高坎此后还接待了80余个国家的一千余名外宾参观考察。
1954年9月，在沈阳首届人民代表大会中当选第一届全国人民代表大会代表。
1958年2月，毛泽东与董必武视察高坎及合作社。